# El Eco del Comercio
El Eco del Comercio fue un periódico español editado en Madrid desde 1834 a 1849, de ideología liberal progresista. No debe confundirse con el periódico homónimo mexicano contemporáneo. 

## Historia, redacción y contenido
Editó 3045 números entre el 1 de mayo de 1834 y el 11 de diciembre de 1849. Aunque se dice que continuaba al Boletín de Comercio (1832-1834), un combativo periódico contra el despotismo ilustrado y defensor del ministerio de Francisco Cea Bermúdez en la última fase de la Década Ominosa que fue suprimido el 30 de marzo de 1834, lo cierto es que solo tuvo su mismo cuerpo de redactores al comienzo. Su fundador fue Ángel Iznardi y su director Manuel Francisco Mendialdúa según Eugenio Hartzenbusch e Hiriart, aunque quienes han estudiado esta publicación señalan al conquense Fermín Caballero como director o redactor-jefe, quien, junto a Iznardi, serían los verdaderos impulsores del proyecto. Colaboraron en el periódico ilustres liberales exaltados o progresistas como el abogado Joaquín María López, Félix de Bona, Mateo Aillón, Juan Bautista Alonso, Antonio Collantes Bustamante, Juan Meca, Antonio Ramírez Arcas, Fermín Verlanga y los historiadores Manuel Díez Ilarraza y Fernando de Corradi, entre otros.
De periodicidad diaria, a lo largo de sus quince años de existencia solo dejó de salir algún domingo o lunes; fue de gran formato (que varió a partir del uno de julio y seis de noviembre de 1837 y del uno de diciembre de 1846), de tipografía pequeña, cuatro páginas y varias columnas (2, 3, 4 y hasta 5). Tenía secciones fijas: "Noticias de España", "Noticias de provincias" (con epígrafes para cada una), "Noticias del extranjero" (con iguales epígrafes), "Noticias oficiales" (legislación y otras normativas), "Noticias comerciales", "Cortes", "Miscelánea", "Anuncios", etc. Estos, ubicados al final de la cuarta plana, cada vez irán ocupando más espacio. Publicó folletines y crítica literaria, intelectual y artística, y un "Suplemento" literario satírico y político importante de gran calidad entre 1844 y 1845, redactado por Félix Mejía. También tenía artículo político y de fondo, siempre encabezado con su data y contó, además de la de Madrid, con una edición de provincias. Los asuntos más livianos ocupaban las últimas páginas (sucesos, tribunales, espectáculos); dedicó un lugar a las noticias económicas y tuvo también una sección dedicada a "Revista de prensa". Al principio salió en la Imprenta de Tomás y Jordán, pero durante la mayor parte de su existencia contó con una propia, aunque también salió de la de Pablo Bustamante. Sus editores responsables jurídicos (figura administrativo-política que nace estos años con las diferentes leyes de imprenta) fueron Mariano de la Paz García, L. D. G. de Soto, Juan Rebollo y Manuel Liendo.
Fue el periódico de la oposición ministerial por antonomasia a Francisco Martínez de la Rosa y al Conde de Toreno e incluso a la Regencia del general Baldomero Espartero (1840-1843), aliándose con los “trinitarios” opositores a la misma, mostrándose favorables a la desamortización de Mendizábal, de la que se beneficiaron algunos de los dirigentes del periódico.

## Épocas
La primera acabó el 31 de agosto de 1842, cuando su propiedad fue cedida por Ángel Iznardi a Mendialdua; pero desde el 23 de diciembre de 1843 pasó a manos de Fernando de Corradi y José Gálvez Cañero, hasta su reaparición el 25 de abril de 1844, después de haber estado suspendido desde el nueve de febrero de ese año.
Su segunda época se prolonga desde el 25 de abril hasta el 27 de abril de 1848, al ser suspendido nuevamente. Entonces editó un importante suplemento de ocho páginas de carácter literario y político-satírico, desde el 16 de mayo de 1844 al cuatro de mayo de 1845, que salía los jueves y los sábados. Estaba redactado casi íntegramente por el famoso periodista liberal exaltado Félix Mejía, vuelto de la emigración americana, y que a causa de sus circunstancias personales (incurrió en bigamia al casarse por segunda vez en América) ocultaba su nombre; a causa de la ley de prensa, que exigía un amplio depósito o aval de capital para poder fundar un periódico, este periodista había cambiado su decisión de fundar una tercera época de El Zurriago por la de sumarse a la cabecera de El Eco del Comercio, pero bajo el título de "Suplemento". Desde este suplemento combatió con todas sus fuerzas la retrógrada Constitución de 1845.
La última fue la más breve: desde el 15 de octubre al 11 de diciembre de 1849, fecha de su desaparición a causa de la inquina del conservador general Ramón Narváez. Tomó la antorcha de la defensa de los ideales progresistas entonces El Clamor Público (1844-1864).